# Карбона (Порденоне)
Карбона је насеље у Италији у округу Порденоне, региону Фурланија-Јулијска крајина.
Према процени из 2011. у насељу је живело 162 становника. Насеље се налази на надморској висини од 22 м.